# Bogi
Boglárka Dallos-Nyers (n. 2 martie 1997) mai bine cunoscută după numele ei de scenă, Bogi, este o cântăreață maghiară bine cunoscută pentru participarea la A dal.

## Carieră

### Eurovision
Bogi a devenit cunoscută publicului larg prin încercările de participare la Concursul Muzical Eurovision. Ea va reprezenta Ungaria la OGAE Second Chance Contest 2014.

#### A dal 2013
Pe 10 ianuarie 2013 a anunțat că se înscrie în „A dal 2013” (Selecția Națională Eurovision Ungaria) cu o piesă R&B în limba maghiară numită „Tükörkép” („Reflecție”) însă nu a trecut de semifinale.

#### A dal 2014
Pe 11 decembrie 2013 a anunțat că se înscrie din nou în concurs cu o piesă indie pop în limba engleză numită „We All”. Bogi a trecut cu succes de pre-semifinală, semifinală ajungând în finala concursului, unde a obținut locul 2. Piesa „We All”  a urcat pe primele locuri în topurile radiourilor maghiare.

#### OGAE Second Chance Contest 2014
Deși Ungaria nu este membră OGAE, Bogi a fost selectată de grupul OGAE ca fi concurentul „Rest of the World” la Concursul A Doua Șansă 2014. Bogi a câștigat locul al 15-lea.en

#### A dal 2015
Pe data de 8 decembrie 2014 a anunțat că se înscrie din nou în concurs cu o piesă Soul numită "World of Violence". Ea a trecut cu succes de prima pre-semifinală, însă în a doua semifinală a fost eliminată.

## Premii și distincții
- Festivalul Europop - locul 2 (2011)
- Hungarian Music Awards - Descoperirea Anului (2014)

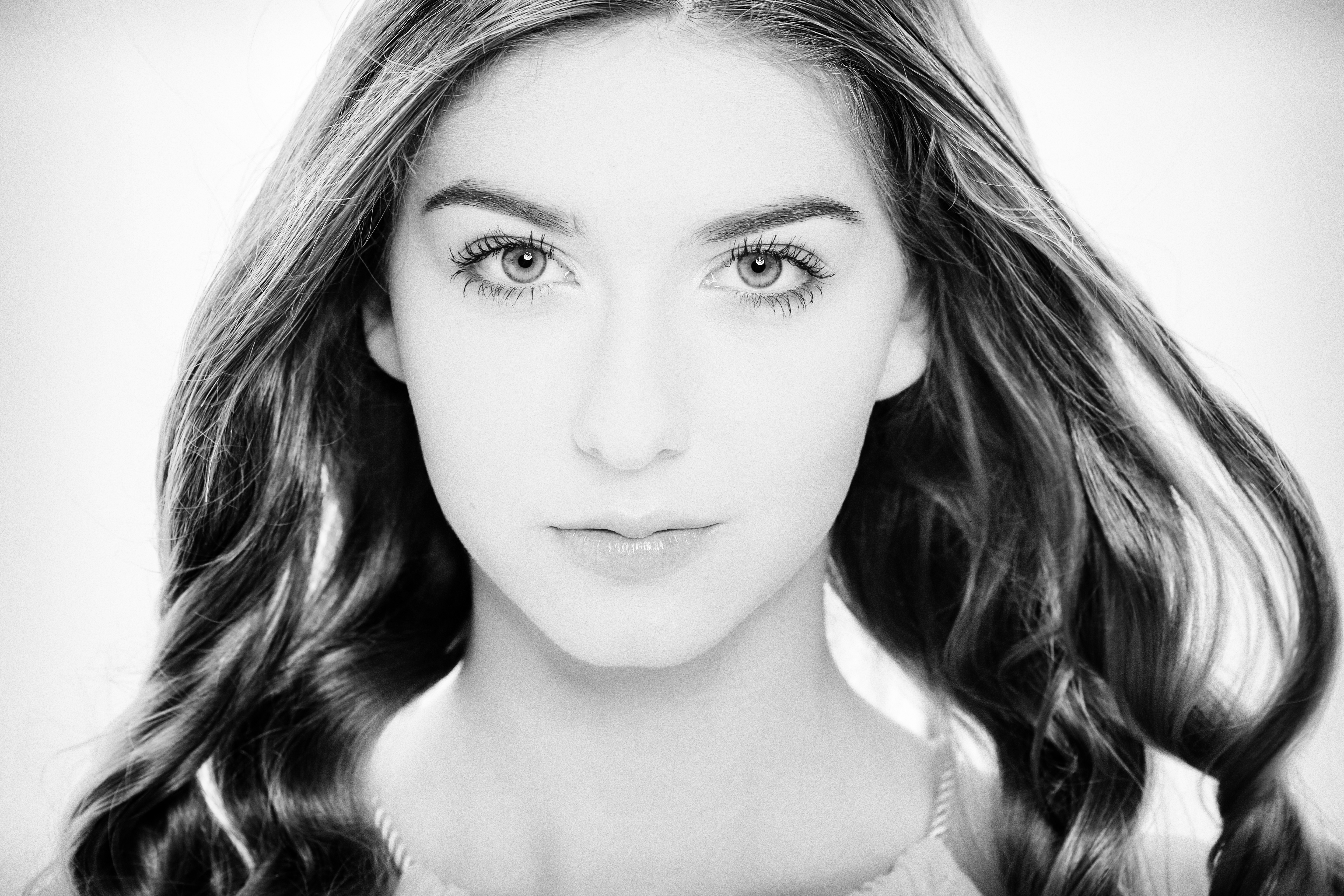

## Discografie
| An   | Piesă               | Cea mai înaltă poziție | Cea mai înaltă poziție | Cea mai înaltă poziție | Cea mai înaltă poziție | Cea mai înaltă poziție       | Cea mai înaltă poziție | Album      |
| An   | Piesă               | VIVA Chart             | MAHASZ Rádiós Top 40   | MAHASZ Editors' Choice | MAHASZ Dance Top 40    | MAHASZ Single (track) Top 40 | MAHASZ Stream Top 40   | Album      |
| ---- | ------------------- | ---------------------- | ---------------------- | ---------------------- | ---------------------- | ---------------------------- | ---------------------- | ---------- |
| 2012 | "Mesehős"           | —                      | —                      | —                      | —                      | —                            | —                      | Fără album |
| 2013 | "Tükörkép"          | —                      | —                      | —                      | —                      | —                            | —                      | Fără album |
| 2013 | "Végzet"            | —                      | —                      | —                      | —                      | —                            | —                      | Fără album |
| 2013 | "We All"            | 1                      | 1                      | 4                      | 4                      | 2                            | 3                      | Fără album |
| 2014 | "Feels so Right"    | 1                      | 3                      | 5                      | 3                      | 6                            | 2                      | Fără album |
| 2015 | "World of Violence" |                        |                        |                        |                        |                              |                        | Fără album |